# Briefmarken-Jahrgang 1956 der Deutschen Post der DDR
Der Briefmarken-Jahrgang 1956 der Deutschen Post der Deutschen Demokratischen Republik umfasst 48 Sondermarken und einen Briefmarkenblock, dessen Marke auch als Einzelwert verausgabt wurde.
Ausgenommen die beiden letzten Werte des Jahrgangs, die bereits das neue Wasserzeichen Nr. 3 (DDR um Kreuzblume) tragen, wurde dieser Jahrgang auf Papier mit dem Wasserzeichen Nr. 2 (DDR und Posthorn) gedruckt. Insgesamt wurden 44 Motive ausgegeben. Drei Sondermarken wurden mit einem Zuschlag zwischen 10 und 80 Pf. (insgesamt 1 DM) verausgabt, und der Briefmarkenblock 14 wurde zum doppelten Nominalwert abgegeben.
Seit 1955 wurden bei den meisten Sonderbriefmarkensätzen in der Regel ein Wert sowie fast alle Blocks und die ab 1962 erschienenen Kleinbogenausgaben in deutlich reduzierter Auflage gedruckt. Diese sogenannten Werte in geringer Auflage waren, abgesehen von einer in der Regel auf zwei Stück pro Postkunde begrenzten Abgabe am ersten Ausgabetag und am ersten Tag nach Ablauf der Abholfrist, nur mit einem Sammlerausweis an den Postschaltern oder über einen zu beantragenden Direktbezug bei der Versandstelle der Deutschen Post in Berlin erhältlich. In diesem Markenjahr betrug die Auflagenhöhe dieser Werte 750 000 und ab Mi.-Nr. 286 1 000 000. Von Mi.-Nr. 538 wurden 1 200 000 Stück gedruckt.
Die Gültigkeit der Emissionen endete zumeist am 31. März 1958; ein Jahr länger galten die Ausgaben zum Jubiläum der Carl-Zeiss-Werke Jena, für den Tierpark Berlin und zur internationalen Solidarität. Dagegen lief die Gültigkeit der fehlerhaften ersten Ausgabe für Robert Schumann bereits am 30. September 1956 ab.

## Besonderheiten
Die Sondermarkenanzahl entsprach in etwa dem Vorjahr. Im Olympiajahr gelangten insgesamt acht Motive zu sportlichen Ereignissen – u. a. auch zwei Werte zu den Olympischen Sommerspielen in Melbourne, an denen erstmals DDR-Sportler in einer gesamtdeutschen Mannschaft teilnahmen (1952 noch ohne DDR-Sportler), an die Schalter. Jubiläen berühmter Persönlichkeiten wurden auf acht Marken gewürdigt, wobei den Werten zum 100. Todestag des Komponisten Robert Schumann zunächst Noten von Franz Schubert im Markenfond beigegeben wurden, so dass die Ausgabe nach einer Berichtigung erneut an die Schalter kam. Auch die traditionellen zwei Ausgaben zu den Leipziger Messen sind in diesem Jahrgang wieder enthalten. Der antifaschistische Gestus der DDR-Politik sollte mit Ausgaben zum 70. Geburtstag Ernst Thälmanns und dem Aufbau der KZ-Gedenkstätte Buchenwald im Markenbild dokumentiert werden. Schließlich wurden die Motivsammler mit einer sechswertigen Ausgabe für den Tierpark in Berlin mit Tierabbildungen und einem aus vier Werten bestehenden Satz zur Eröffnung des Luftverkehrs in der DDR mit Abbildungen von drei Flugzeugen der DDR-Fluggesellschaft Deutsche Lufthansa bedacht.
Dauermarken wurden in diesem Jahrgang nicht ausgegeben.

## Liste der Ausgaben und Motive
Legende
- Bild: Eine bearbeitete Abbildung der genannten Marke. Das Verhältnis der Größe der Briefmarken zueinander ist in diesem Artikel annähernd maßstabsgerecht dargestellt. Sollten keine Marken abgebildet sein, liegt es daran, dass das Urheberrecht des Künstlers noch nicht erloschen ist.
- Beschreibung: Eine Kurzbeschreibung des Motivs und/oder des Ausgabegrundes. Bei ausgegebenen Serien oder Blocks werden die zusammengehörigen Beschreibungen mit einer Markierung versehen eingerückt.
- Wert: Der Frankaturwert der einzelnen Marke in Pfennig. Ein „+“ bedeutet, dass es sich um eine Zuschlagsmarke handelt (= Frankaturwert + Spende).
- Ausgabedatum: Das Datum des erstmaligen Verkaufs dieser Briefmarke.
- Gültig bis: Das Datum, an dem die Gültigkeit endete.
- Auflage: Soweit bekannt, wird hier die zum Verkauf angebotene Anzahl dieser Ausgabe angegeben.
- Entwurf: Soweit bekannt, wird hier angegeben, von wem der Entwurf dieser Marke stammt.
- Mi.-Nr.: Diese Briefmarke wird im Michel-Katalog unter der entsprechenden Nummer gelistet.

| Sondermarken                              | |                                           |                                           |                                           |                                           |                                           |         |
| Bild                                      | Beschreibung | Wert                                      | Ausgabe- datum (1956)                     | Gültig bis                                | Auflage                                   | Entwurf                                   | Mi.-Nr. |
|                                           | 200. Geburtstag von Wolfgang Amadeus Mozart - Mozarts Brustbild von rechts | 10                                        | 27. Januar                                | 31. März 1958                             | 750.000                                   | Kurt Eigler                               | 510     |
|                                           | - Mozarts Brustbild von links | 20                                        | 27. Januar                                | 31. März 1958                             | 3.000.000                                 | Kurt Eigler                               | 511     |
|                                           | Eröffnung des zivilen Luftverkehrs in der DDR - Fahne der Deutschen Lufthansa der DDR, Flughafengebäude Berlin-Schönefeld | 5                                         | 1. Februar                                | 31. März 1958                             | 750.000                                   | Kurt Eigler                               | 512     |
|                                           | - Flugzeug Iljuschin Il-14 (Il 14) der Lufthansa im Fluge von links oben | 10                                        | 1. Februar                                | 31. März 1958                             | 5.000.000                                 | Kurt Eigler                               | 513     |
|                                           | - Flugzeug Il-14 der Lufthansa im Fluge von rechts unten | 15                                        | 1. Februar                                | 31. März 1958                             | 5.000.000                                 | Kurt Eigler                               | 514     |
|                                           | - Flugzeug Il-14 der Lufthansa im Fluge von rechts | 20                                        | 1. Februar                                | 31. März 1958                             | 5.000.000                                 | Kurt Eigler                               | 515     |
|                                           | 100. Todestag von Heinrich Heine - Porträt von Heinrich Heine | 10                                        | 17. Februar                               | 31. März 1958                             | 750.000                                   | Kurt Eigler                               | 516     |
|                                           | - Porträt von Heinrich Heine | 20                                        | 17. Februar                               | 31. März 1958                             | 3.000.000                                 | Kurt Eigler                               | 517     |
|                                           | Leipziger Frühjahrsmesse 1956 - Eisenbahndrehkräne | 20                                        | 25. Februar                               | 31. März 1958                             | 5.000.000                                 | Erich Gruner                              | 518     |
|                                           | - Eisenbahndrehkräne | 35                                        | 25. Februar                               | 31. März 1958                             | 5.000.000                                 | Erich Gruner                              | 519     |
|                                           | 70. Geburtstag von Ernst Thälmann Diese Marke wurde auch in einem geschnittenen Briefmarkenblock in einer Auflage von 750.000 Stück zu einem Ausgabepreis von 0,40 DM am 25. Mai 1956 ausgegeben (Mi.-Nr. 520 B). Brustbild von Ernst Thälmann vor einer roten Fahne                   | 20                                        | 16. April                                 | 31. März 1958                             | 6.000.000                                 | Kurt Eigler                               | 520 A   |
|                                           | IX. Internationale Radfernfahrt für den Frieden Warschau-Berlin-Prag - Hand mit Lorbeerzweig vor einem Speichenrad | 10                                        | 30. April                                 | 31. März 1958                             | 5.000.000                                 | Bruno Petersen                            | 521     |
|                                           | - Wappen von Prag, Berlin, Warschau vor einem Speichenrad | 20                                        | 30. April                                 | 31. März 1958                             | 5.000.000                                 | Bruno Petersen                            | 522     |
| Die Michelnummer 523 wurde nicht vergeben | Die Michelnummer 523 wurde nicht vergeben | Die Michelnummer 523 wurde nicht vergeben | Die Michelnummer 523 wurde nicht vergeben | Die Michelnummer 523 wurde nicht vergeben | Die Michelnummer 523 wurde nicht vergeben | Die Michelnummer 523 wurde nicht vergeben | 523     |
|                                           | 750 Jahre Dresden - Kreuzkirche, Rathaus und Neubauten am Altmarkt | 10                                        | 1. Juni                                   | 31. März 1958                             | 5.000.000                                 | Helmuth Götze                             | 524     |
|                                           | - Georgentor, Augustusbrücke, Hausmannsturm, Katholische Hofkirche | 20                                        | 1. Juni                                   | 31. März 1958                             | 5.000.000                                 | Helmuth Götze                             | 525     |
|                                           | - Technische Hochschule mit dem Turm der Sternwarte (Beyer-Bau) | 40                                        | 1. Juni                                   | 31. März 1958                             | 1.000.000                                 | Helmuth Götze                             | 526     |
|                                           | 10 Jahre Volkseigene Betriebe Arbeiter mit VEB-Emblem, Fabrikanlage | 20                                        | 30. Juni                                  | 31. März 1958                             | 5.000.000                                 | Bruno Petersen                            | 527     |
|                                           | 100. Todestag von Robert Schumann In dieser Ausgabe wurden irrtümlich Noten von Franz Schubert, Wandrers Nachtlied verwendet. Die Briefmarken wurden daher am 23. Juli 1956 vom Verkauf zurückgezogen und durch die Michel-Nummer 541 und 542 ersetzt. - Brustbild von Robert Schumann | 10                                        | 20. Juli                                  | 30. September 1956                        | 1.000.000                                 | Kurt Eigler                               | 528     |
|                                           | - Brustbild von Robert Schumann | 20                                        | 20. Juli                                  | 30. September 1956                        | 5.000.000                                 | Kurt Eigler                               | 529     |
|                                           | II. Deutsches Turn- und Sportfest, Leipzig - Zwei Fußballspieler | 5                                         | 25. Juli                                  | 31. März 1958                             | 5.000.000                                 | Bruno Petersen                            | 530     |
|                                           | - Speerwerfer | 10                                        | 25. Juli                                  | 31. März 1958                             | 5.000.000                                 | Bruno Petersen                            | 531     |
|                                           | - Zwei Hürdenläufer | 15                                        | 25. Juli                                  | 31. März 1958                             | 1.000.000                                 | Bruno Petersen                            | 532     |
|                                           | - Turner an den Ringen | 20                                        | 25. Juli                                  | 31. März 1958                             | 5.000.000                                 | Bruno Petersen                            | 533     |
|                                           | 1. Todestag von Thomas Mann Brustbild des Schriftstellers und Nobelpreisträgers Thomas Mann (seitenverkehrte Darstellung). | 20                                        | 13. August                                | 31. März 1958                             | 5.000.000                                 | Axel Bengs                                | 534     |
|                                           | 100. Geburtstag von Jakub Bart-Ćišinski Brustbild des sorbischen Dichters nach einer Vorlage von Horst Schlosser | 50                                        | 20. August                                | 31. März 1958                             | 2.000.000                                 | Kurt Eigler                               | 535     |
|                                           | Leipziger Herbstmesse 1956 - Plauener Spitze, Mustermesse-Symbol | 10                                        | 1. September                              | 31. März 1958                             | 6.000.000                                 | Wolfgang Hoepfner                         | 536     |
|                                           | - Segelboot, Mustermesse-Symbol | 20                                        | 1. September                              | 31. März 1958                             | 6.000.000                                 | Wolfgang Hoepfner                         | 537     |
|                                           | Aufbau Nationaler Gedenkstätten Glockenturm der KZ-Gedenkstätte Buchenwald | 20+80                                     | 8. September                              | 31. März 1959                             | 1.200.000                                 | Peterpaul Weiß                            | 538     |
|                                           | (XVI.) Olympische Sommerspiele 1956 (Melbourne) - Olympische Ringe, Lorbeer, Fackel | 20                                        | 28. September                             | 31. März 1959                             | 5.000.000                                 | Hanns Zethmeyer                           | 539     |
|                                           | - Olympische Ringe, Speerwerfen in der Antike | 35                                        | 28. September                             | 31. März 1958                             | 3.000.000                                 | Hanns Zethmeyer                           | 540     |
|                                           | 100. Todestag von Robert Schumann (berichtigte Notenabbildungen des Komponisten) - Brustbild von Robert Schumann, Noten von Eichendorffs Mondnacht | 10                                        | 8. Oktober                                | 31. März 1958                             | 1.000.000                                 | Kurt Eigler                               | 541     |
|                                           | - Brustbild von Robert Schumann, Noten von Eichendorffs Mondnacht | 20                                        | 8. Oktober                                | 31. März 1958                             | 5.000.000                                 | Kurt Eigler                               | 542     |
|                                           | 500 Jahre Universität Greifswald Klassisches Siegel des Rektors der Universität | 20                                        | 17. Oktober                               | 31. März 1958                             | 5.000.000                                 | Axel Bengs, Rudolf Skribelka              | 543     |
|                                           | Tag der Briefmarke 1956 Mittelalterlicher Postläufer um 1450 | 20                                        | 27. Oktober                               | 31. März 1958                             | 5.000.000                                 | Paul Hohler                               | 544     |
|                                           | 110 Jahre Carl Zeiss-Werke Jena - Brustbild des Physikers und Sozialreformers Ernst Abbe, Zeiss-Symbol | 10                                        | 9. November                               | 31. März 1959                             | 5.000.000                                 | Axel Bengs, Rudolf Skribelka              | 545     |
|                                           | - Carl Zeiss-Werke, Zeiss-Symbol | 20                                        | 9. November                               | 31. März 1959                             | 5.000.000                                 | Axel Bengs, Rudolf Skribelka              | 546     |
|                                           | - Brustbild des Mechanikers und Unternehmers Carl Zeiss | 25                                        | 9. November                               | 31. März 1959                             | 3.000.000                                 | Axel Bengs, Rudolf Skribelka              | 547     |
|                                           | Tag der Menschenrechte - Asiatin mit Blumen | 5                                         | 10. Dezember                              | 31. März 1958                             | 1.000.000                                 | Axel Bengs, Rudolf Skribelka              | 548     |
|                                           | - Afrikanerin mit Kind | 10                                        | 10. Dezember                              | 31. März 1958                             | 5.000.000                                 | Axel Bengs, Rudolf Skribelka              | 549     |
|                                           | - Europäer mit Friedenstaube | 25                                        | 10. Dezember                              | 31. März 1958                             | 3.000.000                                 | Axel Bengs, Rudolf Skribelka              | 550     |
|                                           | Tierpark Berlin - Indische Elefanten (Elephas maximus) | 5                                         | 14. Dezember                              | 31. März 1959                             | 6.000.000                                 | Axel Bengs                                | 551     |
|                                           | - Rosaflamingos (Phoenicopterus ruber roseus) | 10                                        | 14. Dezember                              | 31. März 1959                             | 6.000.000                                 | Axel Bengs                                | 552     |
|                                           | - Spitzmaulnashorn (Diceros bicornis bicornis) | 15                                        | 14. Dezember                              | 31. März 1959                             | 1.000.000                                 | Axel Bengs                                | 553     |
|                                           | - Ladak-Wildschafe (Ovis ammon vignei) | 20                                        | 14. Dezember                              | 31. März 1959                             | 6.000.000                                 | Axel Bengs                                | 554     |
|                                           | - Wisent (Bison bonasus bonasus) | 25                                        | 14. Dezember                              | 31. März 1959                             | 6.000.000                                 | Axel Bengs                                | 555     |
|                                           | - Eisbär (Thalarctos maritimus) | 30                                        | 14. Dezember                              | 31. März 1959                             | 6.000.000                                 | Axel Bengs                                | 556     |
|                                           | Internationale Solidarität mit Ungarn Die Originalmarke ohne Aufdruck aus dem Jahr 1955 hat die Michel-Nummer 494. Rotes Rathaus Berlin mit Aufdruck „Helft dem sozialistischen Ungarn“                                                                                                | 20+10                                     | 20. Dezember                              | 31. März 1959                             | 3.000.000                                 | Kurt Eigler                               | 557     |
|                                           | Internationale Solidarität mit Ägypten Die Originalmarke ohne Aufdruck aus dem Jahr 1955 hat die Michel-Nummer 494. Rotes Rathaus Berlin mit Aufdruck „Helft Ägypten“ | 20+10                                     | 20. Dezember                              | 31. März 1959                             | 3.000.000                                 | Kurt Eigler                               | 558     |